# ACSプログレスル・エゼリシュ
FC プログレス・エゼリシュ (FC Progresul Ezeriș) はルーマニア、カラシュ・セヴェリン県の人口1400人ほどの小さな村エゼリシュを拠点とするプロサッカーチーム。首都ブカレストからは電車で10時間程離れた場所にある。現在、リーガ3に所属している。2020-2021シーズンからルーマニア初の日本人オーナー板東隼平の所有するプロフットボールクラブとなる。またルーマニア史上初めての外国人オーナーである。

## 創設者の思い
2015年、創設時のチームオーナーであるCristian Sodacaが、Petru Udreaと共に共同オーナーとして彼らの地元である人口1400人ほどの小さな村エゼリシュにサッカーチームを創った。
”地元の若者に輝く機会を与え、エゼリシュの希望の星になりたい”
そんな思いからエゼリシュ村長Ioan Rusuの力を借りゼロからのスタートを切り、5部リーグからスタートした。

## チーム創立当時
当時チームはエゼリシュや隣村であるソチェニ出身の選手で構成されていたが、数年をかけてカラシュ・セヴェリン県内の有力な選手を獲得してきた。
クラブにとって最初のシーズンである2015-2016シーズンでは、エゼリシュは周囲の予想に反し好成績を残した。続く2016-2017シーズンでは、チームは急速に成長し、あと一歩で4部にリーグに昇格できる程の成績を残した。
そして、2017-2018シーズンでは、念願の5部リーグ優勝を果たした。
続く2018-2019シーズンでは、監督にAdrian Enasescを迎え、クラブはリーガ3昇格という大きな目標を掲げた。
翌シーズンの2019-2020シーズンでは、昨シーズン王者で3連覇を狙う強豪Vointa Lupacなどに勝利し、県リーグ（4部リーグ）を無敗で制覇しリーガ3昇格をかけたプレイオフに進出した。ここでもエゼリシュの勢いは衰えず、優勝候補のアラド県チャンピオンCS Victoria Zabraniとゴルジュ県チャンピオンStiinta Turceniを倒し、クラブ史上初、悲願のリーガ3参戦を決めた。チーム創設5年目でのリーガ3昇格は、エゼリシュのような小さな村クラブとしては全国でも類を見ない快挙だった。

## リーガ3昇格
リーガに3昇格したエゼリシュにとって未知の領域である、2020-2021シーズン、チームは新たな監督としてLucian Dobreを迎えた。彼は元選手としてUEFAヨーロッパリーグなどを戦った豊富な実績があり、彼と彼のコーチングスタッフをチームに招聘したことはクラブにとって大きな投資であり、リーガ2昇格を現実のものにするという意思表示になった。
ルーマニア・リーガ3に参加するクラブのほとんどはプロチームであり、中には過去にヨーロッパの舞台で戦ったような古豪が存在する。4部リーグの時とは比べ物にならない程の予算・戦力・経験値を持ったチームと、エゼリシュのような出来て間もない村クラブが対等に戦うのは大きなチャレンジだった。

## 新型コロナウイルスの影響
2020年、初めて挑戦するリーガ３に向けて準備を進めている中、世界中を新型コロナウイルスの脅威が襲った。ルーマニア国内においても被害が大きく、経済情勢の悪化、リーグ規模の縮小、無観客での試合開催などの理由により、今までエゼリシュを支えてきてくれたスポンサーたちが続々と撤退していきました。残ったのはメインスポンサーである村役場のみとなり、大幅な収入減によりクラブの存続が危ぶまれるという状況になっていた。
コロナ禍以前は、選手やチームスタッフへの給料が支払えないという問題は一度も起きなかった。しかし、スポンサーの相次ぐ撤退により、リーグ戦にかかる運営費や遠征費、リーグの規定により2週間に１回実施するのが義務となっていたPCR検査がクラブの財政を圧迫していたことが原因で数名の選手とコーチングスタッフに給料を支払うのがやっとという状況だった。
給料をもらっている選手やチームスタッフと給料をもらえていない選手たちの間にわだかまりが出来てしまい、チーム内の雰囲気が悪くなっていた。また、給料が支払われていない選手の中には練習を無断で欠席したり、試合でも一生懸命にプレーしないという選手もいた。
このままでは、既存の選手が他チームに移籍してしまい、大幅な戦力ダウンに見舞われ、1シーズンでの4部リーグ降格ということも現実味を帯びていた。

### クラウドファンディングに挑戦
コロナ禍の中、メインスポンサーに手を挙げてくれるルーマニア国内の企業・団体は少なく、当時のオーナーから「日本でスポンサーを探すことは可能か」という打診を受け、クラブ史上初のクラウドファンディングを日本で始めることになる。※このクラウドファンディングは日本国内、ルーマニア国内でも大きな話題を呼び目標の100万円に到達した。
新オーナー就任
前オーナーから板東隼平に対してクラブ買収に関する打診があり交渉の末、2021年2月27日、板東隼平が「ACS Progresul Ezeris」の保有権の100％を取得しクラブオーナーになる。
20/21シーズンのLIGA3はなんとか9位に滑り込み、4部チームとのプレーオフに挑み、1st legを敵地で迎え1−1で引き分けて、迎えた2nd legホームでの久しぶりの観客入りの試合で3−0とし2試合合計4-1で勝利し無事残留を果たす。